# L'Engrenage (film, 1922)
Pour les articles homonymes, voir Engrenage (homonymie).
Pour plus de détails, voir Fiche technique et Distribution.
L'Engrenage (titre original : Oath-Bound est un film muet américain réalisé par Bernard J. Durning, sorti en 1922.

## Fiche technique
- Titre original : Oath-Bound
- Titre français : L'Engrenage
- Réalisation : Bernard J. Durning
- Scénario : Edward J. Le Saint
- Directeur de la photographie : Don Short
- Pays : États-Unis
- Son : muet
- Couleur : noir et blanc
- Format : 1.33 : 1
- Date de sortie : 
  -  États-Unis : 13 août 1922

## Distribution
- Dustin Farnum : Lawrence Bradbury

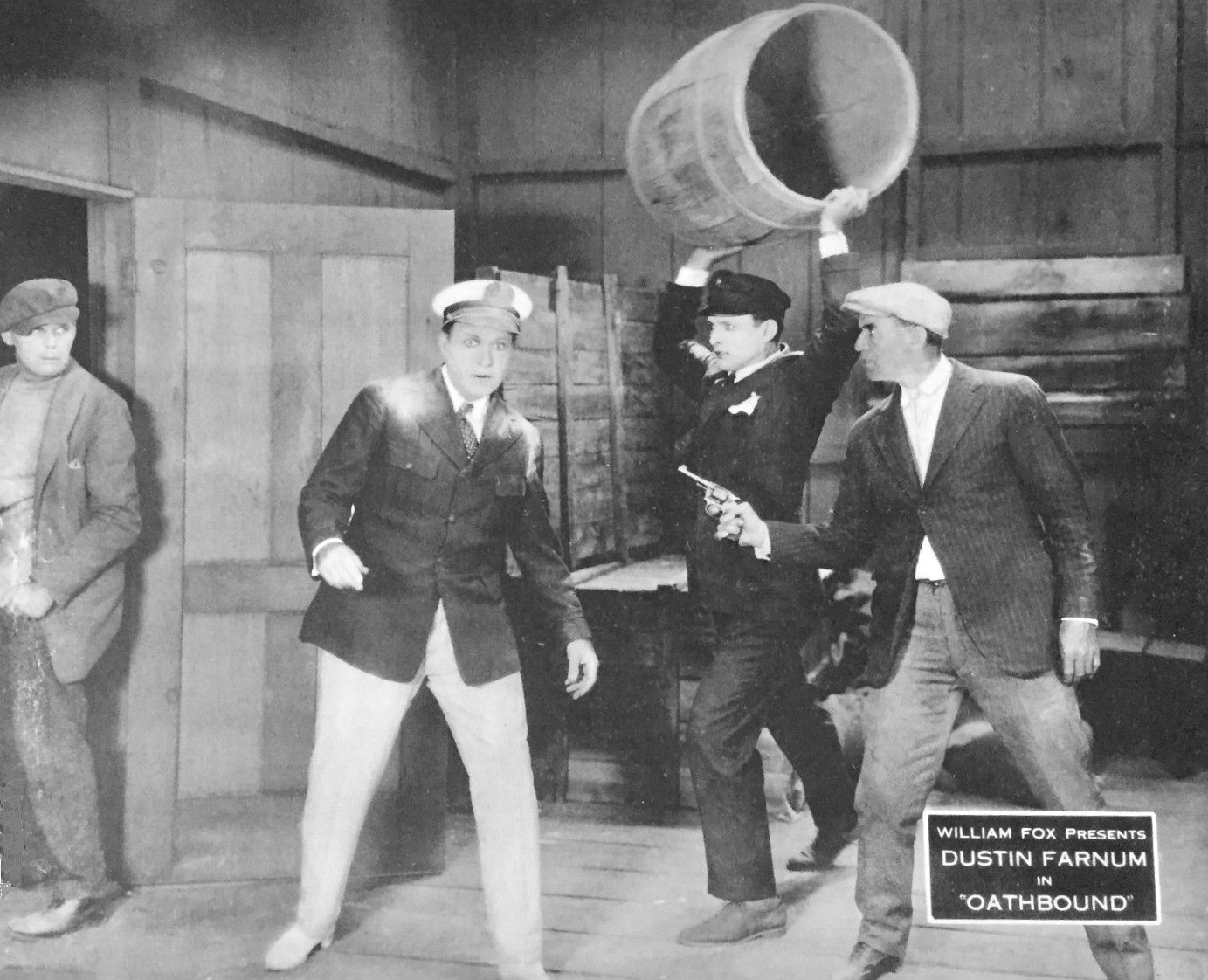
Une scène du film.

- Ethel Grey Terry : Constance Hastings
- Fred Thomson : Jim Bradbury
- Maurice B. Flynn : Ned Hastings
- Norman Selby : Hicks
- Aileen Pringle : Alice
- Bob Perry	: leader du gang
- Herschel Mayall : Capitaine Steele